# Ramorinoa girolae
Ramorinoa girolae är en ärtväxtart som beskrevs av Carlos Luis Spegazzini. Ramorinoa girolae ingår i släktet Ramorinoa och familjen ärtväxter. Inga underarter finns listade i Catalogue of Life.